# Charakterystyczne parametry obiektu budowlanego
Charakterystyczne parametry obiektu budowlanego:
- powierzchnia (budownictwo) zabudowy,
- wymiary geometryczne: wysokość, długość i szerokość,
- liczba kondygnacji,
- granica pasa drogowego (w przypadku dróg).

W przypadku planowanej zmiany charakterystycznych parametrów obiektu budowlanego konieczne jest uzyskanie pozwolenia na budowę.
W przypadku gdy wydana jest już decyzja o pozwoleniu na budowę i trwa już budowa należy wstrzymać roboty do chwili uzyskania Zmiany decyzji o pozwoleniu na budowę.
 Zapoznaj się z zastrzeżeniami dotyczącymi pojęć prawnych w Wikipedii.